# The Billion Dollar Code
The Billion Dollar Code est une mini-série télévisée allemande de 2021, avec Björn Freiberg (en), Seumas F. Sargent et Leonard Scheicher,. La série est fondée sur des faits réels, sur la façon dont Joachim Sauter est allé en justice avec sa société Terravision contre Google. 

## Synopsis

### Épisode 1
Un jeune étudiant en art allemand à Berlin fait des expérimentations en graphisme par ordinateur, mais n'est pas très doué en programmation. Il rencontre un geek, Juri, qui l'aide à mettre en application ses idées. Il lui montre une démo d'un zoom sur une image satellite de la terre, réalisée avec un ordinateur de Deutsche Telekom. Ils recherchent ensemble des financements pour leur projet, et s'engagent à le réaliser en moins d'une année. À une semaine de l'échéance, le programme n'est toujours pas au point.

### Épisode 2
La présentation de TerraVision à la conférence de Kyoto est un succès. Carsten et Juri vont alors en Californie où ils rencontrent Brian, un développeur avec qui Juri sympathise. Il lui décrit le fonctionnement de TerraVision dans le détail, sans se douter que Brian va s'en servir pour concevoir Google Earth. Carsten et Juri rentrent à Berlin pour tenter de trouver des investisseurs, sans succès.

### Épisode 3
Brian vient voir Carsten et Juri en leur disant que Google est intéressé pour racheter leur brevet et collaborer avec eux, mais finalement les avocats de Google leur indiquent que le rachat ne se fera pas. Se sentant trahis, ils font appel à un cabinet d'avocats, et se préparent pour le procès qu'ils veulent faire à Google pour violation de brevet. Juri ne supporte pas la pression et retourne chez lui à Budapest, où Carsten vient tenter de le convaincre de revenir.

### Épisode 4
Le procès se déroule dans le Delaware, et de nombreux consultants et experts sont appelés à témoigner.

## Réception
L'un des cofondateurs de Keyhole a publié un récit de première main dans lequel il réfute les origines, la chronologie et les interprétations décrites dans la mini-série.
Le film dramatise le procès qui a duré jusqu'en 2017. Art + Com a perdu en première instance, puis en appel. Les cinéastes ont utilisé des parties de la transcription du procès pour éviter d'entrer en conflit avec Google mais, de manière controversée, certaines scènes sont fictives et certains témoignages ont été omis.
- Dans la série Netflix, on demande au personnage de Brian Anderson son avis sous serment sur le logiciel Terravision et il répond : « To be honest, it was fantastic then and fantastic now. » Lors de son témoignage, Michael T. Jones a déclaré : « It was fantastic then and it is fantastic now » , mais il parlait de l'interface de la balle, une souris 3D. Il a poursuivi en disant: « And I liked the ball a lot, actually. But as far as the actual computer part, I was not particularly impressed with that part. »
- Dans la série Netflix, le personnage de Brian Anderson est présenté comme mentant sous serment en réponse à la question « Did you tell Mr. Müller that Google Earth never would have been possible without Terravision? » En réalité, cette question n'a jamais été posée à Michael T. Jones[5]. Michael T. Jones est décédé en janvier 2021.
- La série Netflix décrit l'invalidation du brevet d'Art+Com lors du procès, mais ne présente pas le témoignage de Stephen Lau, un ancien employé du Stanford Research Institute ("SRI"), organisme à but non lucratif financé par le gouvernement fédéral, dont le témoignage est principalement responsable de l'invalidation du brevet. Il a témoigné qu'il a développé une application de visualisation de la terre pour le SRI appelée TerraVision, et qu'il a partagé et discuté le code de TerraVision (SRI) avec Art+Com. Les systèmes de SRI et d'Art+Com utilisaient tous deux une pyramide d'images multirésolution pour permettre aux utilisateurs de zoomer de la haute à la basse altitude, et tous deux étaient appelés Terravision. Art+Com a accepté de renommer son produit parce que celui de SRI était le premier. Parce que Art+Com n'a pas inclus de référence au TerraVision de SRI comme "prior art" dans sa demande de brevet, le brevet d'Art+Com a été déclaré invalide[6]. Stephen Lau est décédé du COVID-19 en mars 2020[8].

## Fiche technique
- Réalisateur : Robert Thalheim
- Scénario : Oliver Ziegenbalg
- Production : Kundschafter Filmproduktion, Sunny Side Up Films
- Distributeur : Netflix
- Langue : allemand
- Date de sortie : 7 octobre 2021

## Distribution
- Mark Waschke (VF : Pierre Tessier) : Carsten Schlüter (adulte)
- Leonard Scheicher (VF : Hervé Grull) : Carsten Schlüter (jeune)
- Mišel Matičević (en) (VF : Frédéric Popovic) : Juri Müller (adulte)
- Marius Ahrendt (VF : Gabriel Bismuth-Bienaimé) : Juri Müller (jeune)
- Björn Freiberg (en) : Interpreter
- Seumas F. Sargent (VF : Sébastien Desjours) : Eric Spears
- Lukas Loughran (VF : Ludovic Baugin) : Brian Anderson
- Dan Cade : Matt Boyd
- Thomas Douglas : Ralph
- Michelle Glick : Janet Martinez
- Yuki Iwamoto : Buchou
- Clayton Nemrow (VF : Bernard Gabay) : Warren Stewart
- Harry Szovik : Barman
- Lavinia Wilson (VF : Stéphanie Hédin) : Lea Hauswirth
- Scott Alexander Young : Partner
- Bernhard Schütz (VF : Paul Borne) : Klaus Breuer (épisode 1 et 2)
- Reza Brojerdi (VF : Cédric Ingard) : Schmölders (épisode 1 et 2)
- Julika Jenkins (VF : Monique Nevers) : Helga Passow (épisode 1 et 2)
- Aljoscha Stadelmann (VF : Franck Capillery) : Bernd (épisode 2)
- Neda Rahmanian (VF : Jessica Monceau) : Julia Blaschke (adulte) (épisode 2)
- Sabrina Amali (VF : Jessica Monceau)  : Julia Blaschke (jeune)
- Christoph Tomanek (VF : Christophe Desmottes) : Manfred Kurt (épisode 3)
- Steffen Jürgens (VF : Maxime Baudouin) : CCC Alex (épisode 3)

Version française
- Société de doublage : Iyuno, Sdi Group, Paris
- Direction artistique : Franck Louis
- Adaptation des dialogues : Anne Marguinaud, Brigitte Redler